# Diebstahl (Frankreich)
In der französischen Strafrechtswissenschaft bezeichnet Diebstahl (französisch vol) ein Vermögensdelikt nach Art. 311-1 Code pénal. Dieser definiert den vol wie folgt

« Le vol est la soustraction frauduleuse de la chose d’autrui. »

„Diebstahl begeht, wer eine fremde Sache arglistig entwendet.“

Voraussetzung ist dabei, dass Besitz im zivilrechtlichen Sinne erlangt wird. Es ist somit möglich, – im Gegensatz zum deutschen Recht, bei dem bloßer Gewahrsam ausreicht – dass ein détenteur noch Diebstahl begeht: In Deutschland entspräche dies einer Unterschlagung. Ferner ist der Tatbestand deutlich weiter gefasst als in Deutschland: Nach Art. 311-2 ist es der Entwendung der Sache gleichgestellt, wenn elektrische Energie arglistig entzogen wird. Der Diebstahl wird mit bis zu drei Jahren emprisonnement (Freiheitsstrafe) oder 45.000 € amende (Geldstrafe) bestraft. Der Raub existiert nicht als eigenständige Straftat, sondern wird als qualifizierter Diebstahl verstanden.